# Klejotok

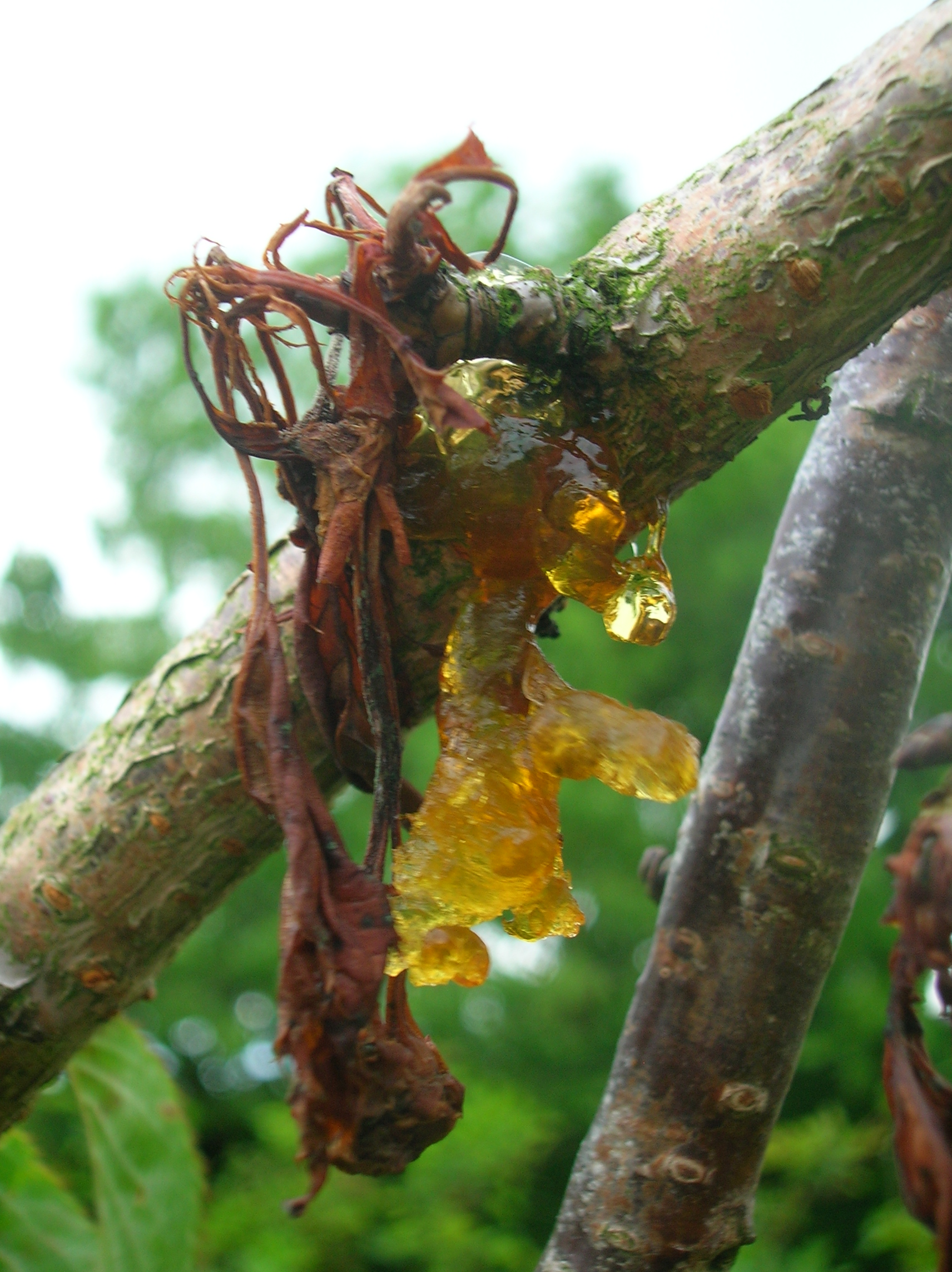
Klejotok na třešni vyvolaný napadením Pseudomonas syringae.

Klejotok je pryskyřici podobná hmota vyloučená rostlinami (rostlinný exsudát) na povrch borky, někdy i plodu. Jde o pevnou, polotuhou, nebo řídkou, amorfní a lepkavou, někdy průhlednou nebo často průsvitnou hmotu. Hmota bývá zbarvena žlutě, červenohnědě nebo oranžově ale jindy vlivem obsažených nečistot i černě. Vyloučená látka se chemicky skládá z polysacharidů.
K výtoku dochází často na místě poranění a jde o reakce na vnější podněty jako je napadení hmyzem nebo poškození abiotickými faktory (např. popálení), někdy jde o projev infekce, fyziologickou poruchou. Klejotok je tedy sice objektivně příznakem mnoha různých chorob a poškození, ale je sám běžně považován za fyziologické onemocnění rostlin. Často se klejotok vyskytuje například u peckovin. Nejčastěji u třešní, meruněk, broskvoní a slivoní. U meruněk a broskvoní se vyskytuje klejotok na lokalitách méně vhodných pro jejich pěstování.
Následkem klejotoku odumírají po určité době větvičky a menší větve. Výjimečně mohou následkem klejotoku uhynout mladé stromy.
Klejotoky jsou nejčastěji doprovázeny nekrózou pletiv. Okolí výskytu klejotoku bývá často poškozeno jako při rakovině stromů. Větve a letorosty často usychají a odumírají.

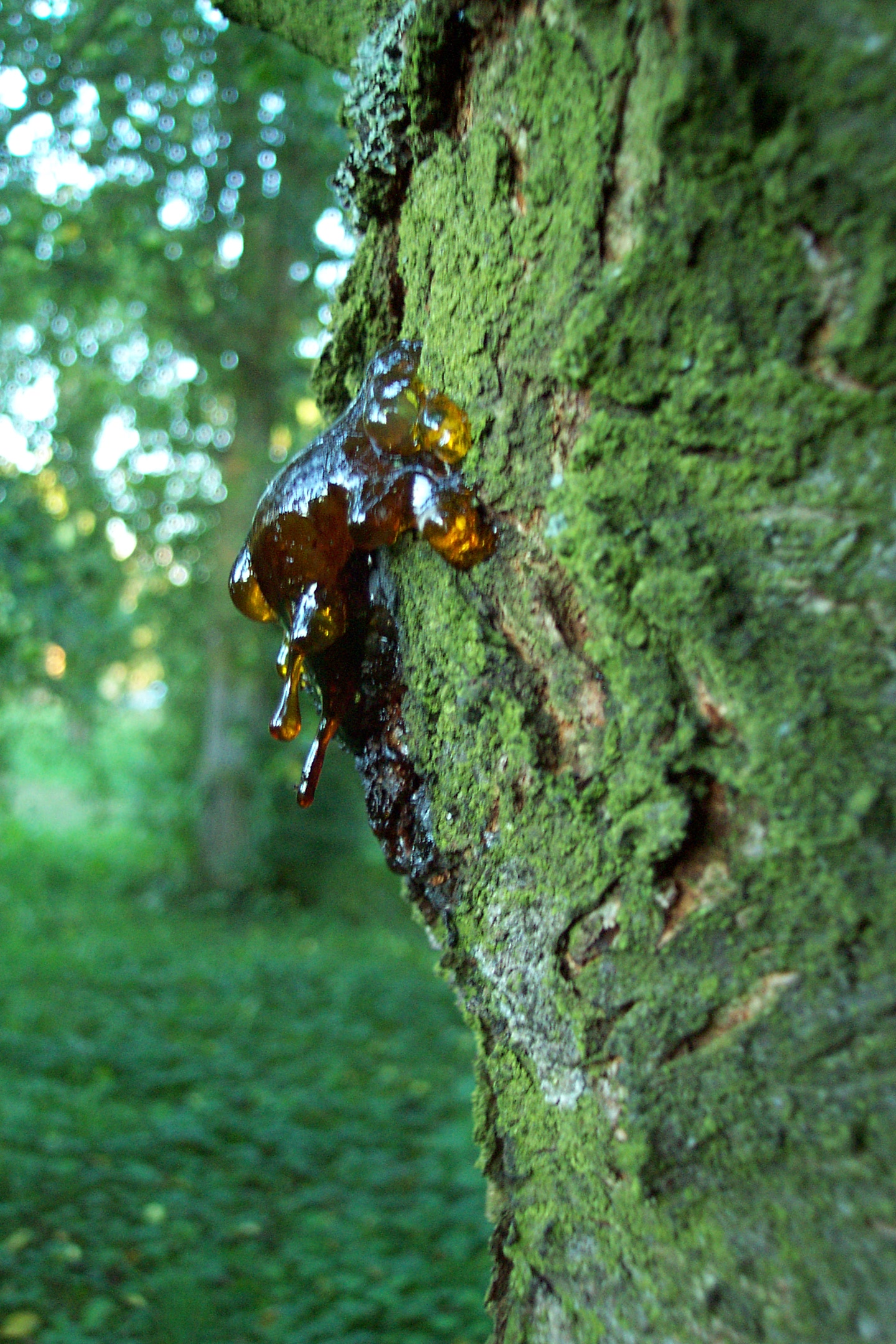
Klejotok na třešni.

## Fyziologie vzniku
Klejotok se začíná tvořit v dřevním parenchymu a v cévách chemickou přeměnou buněčných blan a buňkami jenž postupně zgumovatí. Dochází k rozkladu buněčných blan nebo částí pletiv. Příčiny klejotoku mohou být fyziologické nebo parazitické. K patogenům náleží napadení stromů bakteriemi nebo parazitickými houbami. U třešní v souvislosti s klejotokem se vyskytuje Bacillus spongiosus, bakterie z rodu Pseudomonas a houby z rodu Clasterosporium, Chodroplea, Valsa aj. Klejotok se také objevuje při poškození kmenů a větví žírem housenek obaleče meruňkového (Enarmonia formosana) nebo kůrovci (Skolytidae). K příčinám klejotoku patří také předchozí poškození pupenů listových a květních na jaře mrazem, mechanické poranění kůry kultivačními prostředky a nářadím. Mrazové trhliny korového pletiva často doprovázejí klejotok. Klejotok se také může vyskytnout při nevhodné aplikaci pesticidních látek, při poruchách ve výživě, při nedostatku nebo nadbytku živin v půdě.

## Ochrana rostlin
Pouhé odstranění vytékající hmoty a pečlivé očištění a zamazání ran není řešení. Je nezbytné odstranit příčiny, aby nevznikl jinde na rostlině další klejotok. Odstranění příčin, které klejotok vyvolaly a podporují, je zásadní. V případě že nelze odstranit příčiny klejotoku (např. moniliový úžeh - napadení Monilia laxa), klejotok se nedoporučuje odstraňovat.
Mimo zásahu proti chorobám a škůdcům je vhodné důkladně kypřit ulehlou půdu, odvodnit ji, je-li zamokřená. V omezeném množství používat dusíkatá hnojiva, dostatečně zásobovat stromy pomalu rozpustnými hnojivy s vápníkem a dostatečně draselnými a fosforečnými hnojivy. Důležité pro omezení klejotoku je vybrat vhodné stanoviště, teplou krytou polohu s propustnou živnou půdou, pro výsadbu.
Je také třeba provádět správně a pravidelně řez. Klejotok výrazně omezuje zejména každoroční řez u broskvoní silně omezující počet slabých výhonů. Klejotokem postižené větve je obvykle vhodné odstraňovat, bývají oslabené a jsou napadány dalšími patogeny.